# المرقاب
المرقاب، منطقة من مناطق محافظة العاصمة في الكويت.
سميت بهذا الاسم لأنها أرض مرتفعة كان الناس يراقبون المناطقة القريبة منها والقادمون من جهة السور.